# Landratsamt Hanau

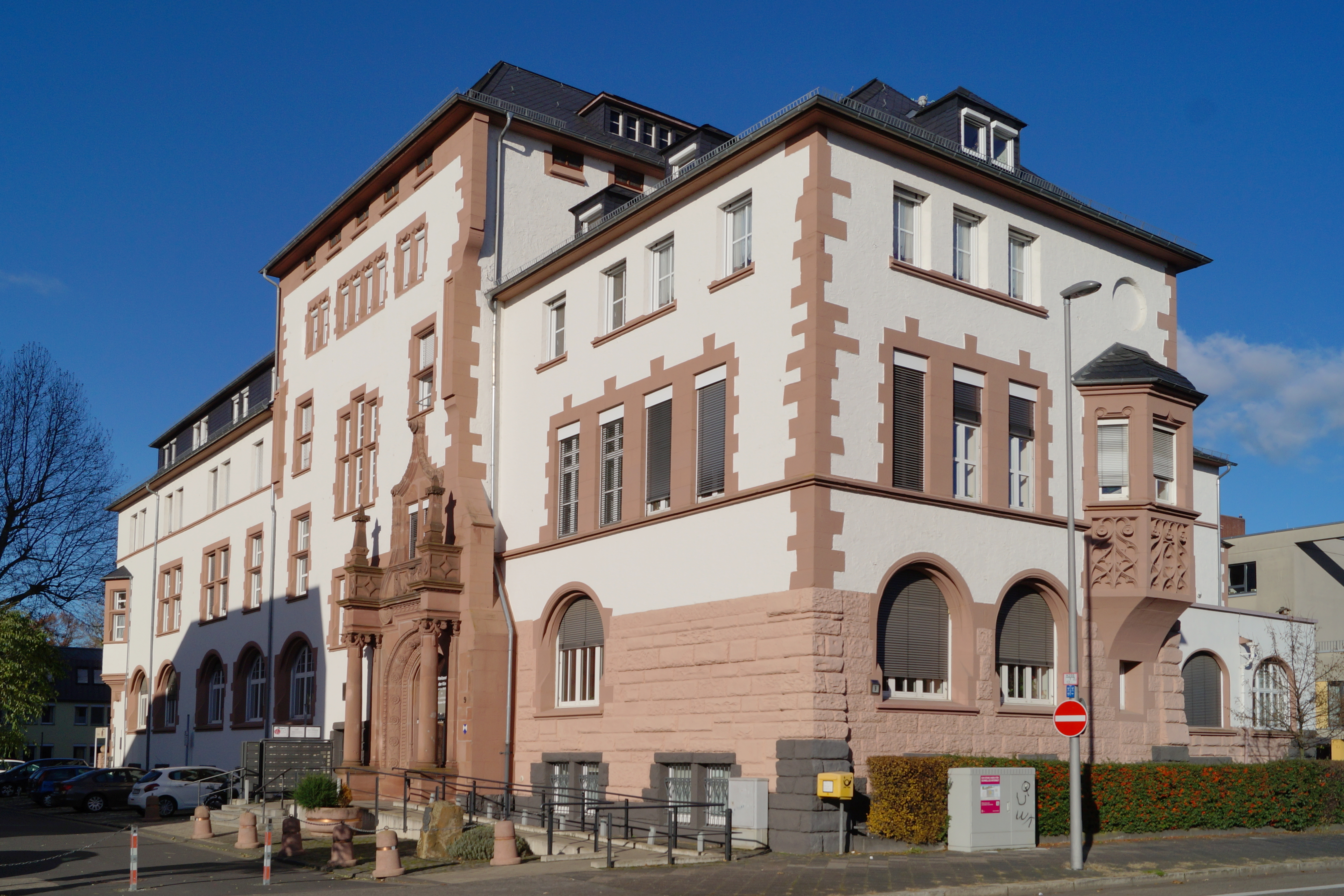
Eingangsseite mit Portal

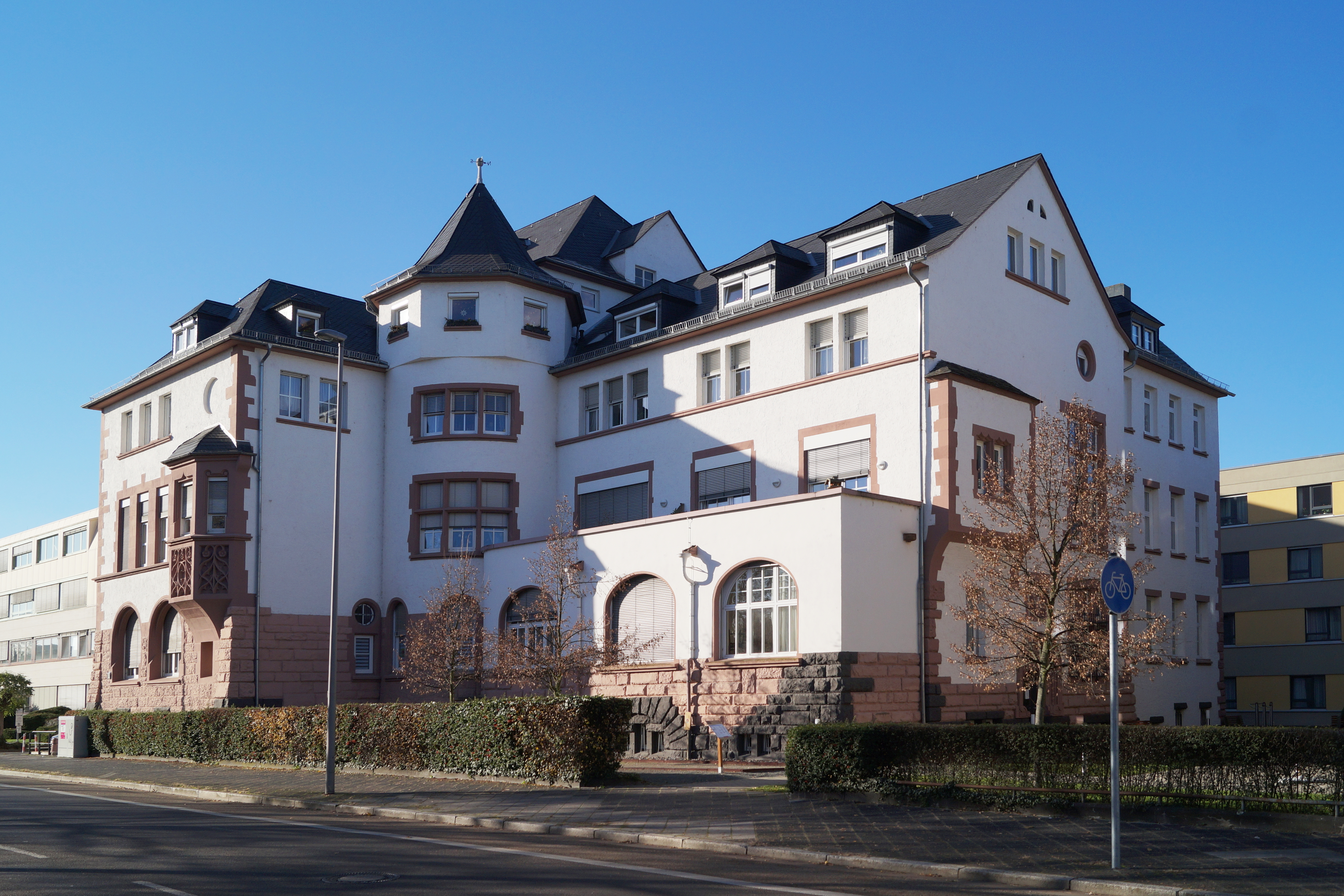
Rückseite des Gebäudes zur Eugen-Kaiser-Straße

Das ehemalige Landratsamt Hanau in Hanau, Eugen-Kaiser-Straße 9, wurde 1902–1903 als Verwaltungsgebäude des Landkreises Hanau im Stil des Historismus errichtet und dient heute als Teil einer medizinisch-therapeutischen Einrichtung.

## Geschichte

### Gebäude
Die Verwaltung des Landkreises Hanau war ursprünglich in einem Gebäude am Paradeplatz in Hanau untergebracht, das am Ende des 19. Jahrhunderts für diesen Zweck zu klein geworden war. So beschloss der Kreistag am 17. Mai 1900 den Kauf eines Baugrundstücks und die Bereitstellung der Bausumme von 350.000 Mark, die nachträglich noch einmal um 50.000 Mark erhöht wurde. Das Geld stellte Hugo Rudolf von Stumm als Kredit zur Verfügung.
Den daraufhin veranstalteten Architektenwettbewerb gewann der Architekt Friedrich Pützer. Baubeginn war 1902, am 28. September 1903 wurde der Neubau eingeweiht. Landräte waren während der Planungs- und Bauzeit Bernhard von Schenck (1851–1934, Landrat in Hanau 1895–1902) und Rudolf von Beckerath (1863–1945, Landrat in Hanau 1902–1909). Auf T-förmigem Grundriss entstand ein Bau in Formen der Neogotik. Fenstergewände, Portale, Eckquaderung und ein Teil der Erdgeschoss-Fassaden wurden in rotem Buntsandstein ausgeführt, im Übrigen ist das Gebäude weiß verputzt. Das Walmdach ist verschiefert.
Bei dem Luftangriff auf Hanau am 19. März 1945, kurz vor dem Ende des Zweiten Weltkriegs, wurde auch das Landratsamt schwer beschädigt und brannte komplett aus. Die Verwaltung des Kreises war nacheinander provisorisch im Rathaus Langenselbold, im Kurhaus Wilhelmsbad und dann in ehemaligen Wehrmachtsbaracken auf dem Grundstück des Landratsamts untergebracht. Das Gebäude konnte erst 1949 – in etwas vereinfachten und veränderten Formen wiederaufgebaut – von der Verwaltung wieder genutzt werden. Der Bau wurde dabei um ein Geschoss aufgestockt und die Dachform dadurch gegenüber dem ursprünglichen Zustand verändert.
Das Gebäude ist heute aus geschichtlichen, künstlerischen und städtebaulichen Gründen ein Kulturdenkmal nach dem Hessischen Denkmalschutzgesetz. Rechts vom Eingangsportal befindet sich ein Gedenkstein für den Landrat Eugen Kaiser, der 1945 unter dem NS-Regime zu Tode kam.

### Nutzung
Das Gebäude war von 1903 bis 1974 zunächst das Hauptverwaltungsgebäude des Landkreises Hanau. Im Zuge der Kreisreform in Hessen wurde am 1. Juli 1974 aus den drei Landkreisen Hanau, Schlüchtern und Gelnhausen sowie der kreisfreien Stadt Hanau der Main-Kinzig-Kreis gebildet. Dessen zentrale Verwaltung war im Gebäude des ehemaligen Landratsamtes Hanau untergebracht, die ehemaligen Landratsämter in Gelnhausen und Schlüchtern blieben als Außenstellen bestehen. 2005 wurde die gesamte Kreisverwaltung des Main-Kinzig-Kreises in Gelnhausen zentriert und der Standort Hanau aufgegeben. Heute wird das Gebäude unterschiedlich genutzt, hier befinden sich unter anderem ein medizinisch-therapeutisches Gesundheitszentrum und auch die Paula-Fürst-Schule, eine Schule für Kranke für Patienten der benachbarten Vitos Kinder- und Jugendpsychiatrie.